# Prozess mit unabhängigen Zuwächsen
Der Prozess mit unabhängigen Zuwächsen, auch Prozess mit unabhängigen Inkrementen genannt, ist ein Begriff aus der Theorie der stochastischen Prozesse, einem Teilbereich der Wahrscheinlichkeitstheorie. Anschaulich ist ein Prozess mit unabhängigen Zuwächsen ein Prozess, bei dem der Verlauf der Zukunft des Prozesses unabhängig von der Vergangenheit ist. Viele wichtige Klassen von Prozessen wie der Lévy-Prozess und damit auch der Wienerprozess und der Poisson-Prozess sind Prozesse mit unabhängigen Zuwächsen.

## Definition
Gegeben sei ein reellwertiger stochastischer Prozess {\displaystyle (X_{t})_{t\in T}} mit Indexmenge {\displaystyle T\subseteq \mathbb {R} }. Der Prozess heißt Prozess mit unabhängigen Zuwächsen, wenn für jedes {\displaystyle N\in \mathbb {N} } und beliebige {\displaystyle t_{0},\ldots ,t_{N}\in T} mit
{\displaystyle t_{0}<t_{1}<\dots <t_{N-1}<t_{N}}
gilt, dass die {\displaystyle N} Zufallsvariablen
{\displaystyle Z_{i}=X_{t_{i}}-X_{t_{i-1}}{\text{ für }}i=1,\dots ,N}
stochastisch unabhängig sind. Die {\displaystyle Z_{i}} nennt man in naheliegender Weise Zuwächse.

## Beispiel
Wir betrachten als Beispiel die zeitdiskrete symmetrische einfache Irrfahrt auf {\displaystyle \mathbb {Z} }. Sei dazu {\displaystyle Y_{n}} für alle {\displaystyle n\in \mathbb {N} } unabhängig und identisch Rademacher-verteilt, also {\displaystyle P(Y_{n}=-1)=P(Y_{n}=1)={\tfrac {1}{2}}}. Die Irrfahrt wird dann definiert als
{\displaystyle X_{0}=0{\text{ und }}X_{n}=\sum _{i=1}^{n}Y_{i}{\text{ für }}n\geq 1}.
Demnach ist die Differenz zu zwei beliebigen Zeitpunkten {\displaystyle t_{i},t_{i-1}\in \mathbb {N} _{0}} mit {\displaystyle t_{i-1}<t_{i}} immer 
{\displaystyle Z_{i}=\sum _{j=t_{i-1}+1}^{t_{i}}Y_{j}}.
Da aber bereits die Familie {\displaystyle (Y_{n})_{n\in \mathbb {N} }} unabhängig ist, ist dann auch jede überschneidungsfrei aus ihnen gebildete Teilfamilie unabhängig. Demnach sind auch die {\displaystyle Z_{i}} unabhängig voneinander und der Prozess {\displaystyle (X_{n})} ist ein Prozess mit unabhängigen Zuwächsen.

## Bemerkungen
Ein {\displaystyle \mathbb {F} }-adaptierter stochastischer Prozess {\textstyle \mathbb {X} =(X_{t})_{t\in \mathbb {R} ^{+}}} hat unabhängige Zuwächse bezüglich der Filtrierung {\textstyle \mathbb {F} =({\mathcal {F}}_{t})_{t\in \mathbb {R} ^{+}}}, sofern für alle {\displaystyle t\in \mathbb {R} ^{+}} der Zuwachsprozess {\displaystyle \lbrace X_{s}-X_{t}\rbrace _{s\in [t,\infty [}} unabhängig bezüglich der {\displaystyle \sigma }-Algebra {\textstyle {\mathcal {F}}_{t}} ist. In der Literatur wird in diesem Falle kurz {\displaystyle \mathbb {X} \perp \!\!\!\!\perp \mathbb {F} } geschrieben.